# Nationalstraße 103 (China)
Die chinesische Nationalstraße 103 (chinesisch 103国道, Pinyin 103 Guódào, englisch China National Highway 103), chin. Abk. G103, ist eine 149 km lange Fernstraße zwischen den regierungsunmittelbaren Städten Peking und Tianjin.